# Discografia de Elizabeth Gillies
A discografia de Elizabeth Gillies, uma cantora de nacionalidade americana, consiste em um single como artista convidada, quatro vídeos musicais e três trilhas sonoras. Em 2014, durante uma entrevista de rádio Gillies afirmou que seu álbum será lançado quando for a hora certa.

## Álbuns
| 13 (gravação original da Broadway)        | 13 (gravação original da Broadway)        | Gênero         | Estilo  | Formato                   |
| Álbum da trilha sonora de Vários artistas | Álbum da trilha sonora de Vários artistas | Gênero         | Estilo  | Formato                   |
| ----------------------------------------- | ----------------------------------------- | -------------- | ------- | ------------------------- |
| Ano de Lançamento                         | 2008                                      | Stage & Screen | Musical | Album                     |
| Ano de Lançamento                         | 2009                                      | Stage & Screen | Musical | CD, Album, Deluxe Edition |
| Ano de Lançamento                         | 2009                                      | Stage & Screen | Musical | CD, Album                 |

| Brilhante Victória | Brilhante Victória                                     |
| Ano de Lançamento  | Nome do Álbum                                          |
| ------------------ | ------------------------------------------------------ |
| 2011               | "VICTORiOUS: Music From the Hit TV Show"               |
| 2012               | "VICTORiOUS 2.0: Music From the Hit TV Show"           |
| 2012               | "VICTORiOUS 3.0: Even More Music From the Hit TV Show" |

| Sex & Drugs & Rock & Roll (músicas da série FX Original Comedy) | Sex & Drugs & Rock & Roll (músicas da série FX Original Comedy) |
| Álbum da trilha sonora de Vários artistas                       | Álbum da trilha sonora de Vários artistas                       |
| --------------------------------------------------------------- | --------------------------------------------------------------- |
| Liberado                                                        | 10 de setembro de 2015                                          |
| Gravado                                                         | 2015                                                            |
| Gênero                                                          | Trilha sonora , Rock                                            |
| comprimento                                                     | 59 : 01                                                         |
| Rótulo                                                          | Redes FX                                                        |

| Ano de Lançamento | Nome do Álbum                    |
| ----------------- | -------------------------------- |
| 2017              | In Full Swing ‎(2xLP, Album, Gat) |
| 2017              | In Full Swing ‎(CD, Album)        |
| 2017              | In Full Swing                    |
| 2017              | In Full Swing ‎(CD, Album)        |

| Título                                 | Ano                                                                                             |
| -------------------------------------- | ----------------------------------------------------------------------------------------------- |
| Músicas de casa (com Seth MacFarlane ) | - Lançado: 27 de agosto de 2020 - Etiqueta: República , Verve , Fuzzy Door - Formato: streaming |

## Trilhas sonoras
| Título                                                                          | Detalhes                                                                                          | Peak em charts | Peak em charts | Peak em charts | Peak em charts | Peak em charts |
| Título                                                                          | Detalhes                                                                                          | US             | US OST         | US Kids        | AUT            | SUI            |
| ------------------------------------------------------------------------------- | ------------------------------------------------------------------------------------------------- | -------------- | -------------- | -------------- | -------------- | -------------- |
| Victorious                                                                      | - Lançamento: 02 de Agosto de 2011 - Formato: CD, Download digital - Gravadora: Nick / Columbia   | 5              | 1              | 1              | 35             | 69             |
| Victorious 2.0                                                                  | - Lançamento: 05 de Junho de 2012 - Formato: CD, Download digital - Gravadora: Nick / Columbia    | 18             | 2              | 1              | —              | —              |
| Victorious 3.0                                                                  | - Lançamento: 06 de Novembro de 2012 - Formato: CD, Download digital - Gravadora: Nick / Columbia | 159            | 10             | 6              | —              | —              |
| Sex & Drugs & Rock & Roll (músicas da série FX Original Comedy)                 | - Lançado: 10 de setembro de 2015 - Formatos: CD, Download digital - Gravadora: FX Networks       | —              | —              | —              | —              | —              |
| Sex & Drugs & Rock & Roll (músicas da série FX Original Comedy) Temporada 2     | - Lançado: 01 de setembro de 2016 - Formatos: CD, Download digital - Gravadora: FX Networks       | —              | —              | —              | —              | —              |
| "—" denotes releases that did not chart or were not released in that territory. |                                                                                                   |                |                |                |                |                |

## Singles

### Como artista convidada
| Ano  | Canção                           | Album            |
| ---- | -------------------------------- | ---------------- |
| 2013 | "Santa Baby" (com Ariana Grande) | Christmas Kisses |

## Aparições
| Ano       | Música                                                                  | Album                                  | Notas                              |
| --------- | ----------------------------------------------------------------------- | -------------------------------------- | ---------------------------------- |
| 2008-2009 | Hey Kendra                                                              | Broadway                               | Vocalista                          |
| 2008-2009 | Getting Ready (com Ariana Grande)                                       | 13                                     | Dueto                              |
| 2008-2009 | It Can t Be true                                                        | 13                                     | Vocalista                          |
| 2008-2009 | Original Broadway Cast Recording                                        | 13                                     | 13                                 |
| 2008-2009 | Original Broadway Cast Recording (Deluxe Edition)                       | 13                                     | 13                                 |
| 2010      | Freak the Freak Out                                                     | Victorious                             | Trio                               |
| 2011      | Wild Horses Cover                                                       | Ela mesma                              | Vocalista                          |
| 2011      | You e I Cover                                                           | Ela mesma                              | Vocalista                          |
| 2011      | Jealous Guy                                                             | Ela mesma                              | Vocalista                          |
| 2011      | Give It Up (com Ariana Grande)                                          | Victorious                             | Vocalista                          |
| 2011      | I Want You Back (com o elenco de Victorious )                           | Victorious                             | Backing vocals / vocais adicionais |
| 2011      | All I Want Is Everything (com o elenco de Victorious )                  | Victorious                             | Backing vocals                     |
| 2011      | Favorite Food (com o elenco de Victorious )                             | Victorious                             | Backing vocals / vocais adicionais |
| 2011      | It's Not Christmas Without You (com o elenco de Victorious )            | Victorious                             | Backing vocals / vocais adicionais |
| 2011      | The Wheels on the Cupcake (com o elenco de Victorious )                 | Victorious                             | Backing vocals / vocais adicionais |
| 2011      | Leave It All To Shine (com o elenco de Victorious e o elenco de iCarly) | Victorious                             | Backing vocals / vocais adicionais |
| 2012      | Don't You (Forget About Me) (com o elenco de Victorious )               | Victorious                             | Backing vocals                     |
| 2012      | Take a Hint (com Victoria Justice)                                      | Victorious                             | Vocalista                          |
| 2012      | Shut Up 'N Dance(com o elenco de Victorious)                            | Victorious                             | Backing vocals / vocais adicionais |
| 2012      | Five Fingaz to the Face (com o elenco de Victorious)                    | Victorious                             | Vocais adicionais                  |
| 2012      | You Don't Know Me                                                       | Victorious                             | Vocalista                          |
| 2012      | I want you back                                                         | Victorious                             | Backing vocals / vocais adicionais |
| 2012      | Okay                                                                    | Victorious                             | Vocalista                          |
| 2012      | Somewhere Only We Know                                                  | Max Schneider                          | Vocalista                          |
| 2012      | We Are Believix                                                         | Winx Club Deluxe Version (single)      | Vocalista                          |
| 2012      | Light My Candle (feat. Ariana Grande)                                   | Ela mesma                              | Dueto                              |
| 2012      | Wicked Way                                                              | Ela mesma                              | Vocalista                          |
| 2012      | Fast Car Cover                                                          | Ela mesma                              | Vocalista                          |
| 2013      | Santa Baby (com Ariana Grande)                                          | Christmas Kisses                       | Artista convidada Músicas          |
| 2013      | Okay (com Leon Thomas III)                                              | Victorious                             | Vocalista                          |
| 2013      | You and I                                                               | Ela mesma                              | Vocalista                          |
| 2013      | Bam Bam Bam                                                             | Ela mesma                              | Vocalista                          |
| 2013      | One and only                                                            | Ela mesma                              | Vocalista                          |
| 2013      | Wild Horses                                                             | Ela mesma                              | Vocalista                          |
| 2013      | For no one                                                              | Ela mesma                              | Vocalista                          |
| 2013      | It Won't Stop                                                           | Ela mesma                              | Vocalista                          |
| 2013      | Jealous Guy                                                             | Ela mesma                              | Vocalista                          |
| 2013      | Chestnuts (featuring Ariana Grande)                                     | Ela mesma                              | Vocalista                          |
| 2013      | Wrecking Ball                                                           | Cover                                  | Vocalista                          |
| 2013      | Father and son                                                          | Ela mesma                              | Vocalista                          |
| 2013      | Live at Genghis Cohen                                                   | Ela mesma                              | Vocalista                          |
| 2014      | Is that all there is                                                    | Ela mesma                              | Vocalista                          |
| 2014      | The Penguin Who Loved Me                                                | The Penguins of Madagascar             | Vocalista                          |
| 2015      | Chicago Style                                                           | Seth MacFarlane                        | Dueto                              |
| 2015      | New York 2015                                                           | Sex&drugs&rock&roll                    | Vocalista                          |
| 2015-2016 | Animal                                                                  | Sex&drugs&rock&roll                    | Vocalista                          |
| 2015-2016 | Desire                                                                  | Sex&drugs&rock&roll                    | Vocalista                          |
| 2015-2016 | Sinner Baby                                                             | Sex&drugs&rock&roll                    | Vocalista                          |
| 2015-2016 | Die Trying"                                                             | Sex&drugs&rock&roll                    | Vocalista                          |
| 2015-2016 | Put It On Me (com Denis Leary)                                          | Sex&drugs&rock&roll                    | Vocalista                          |
| 2015-2016 | Baby Get Down (com Elaine Hendrix)                                      | Sex&drugs&rock&roll                    | Vocalista                          |
| 2015-2016 | What's My Name                                                          | Sex&drugs&rock&roll                    | Vocalista                          |
| 2015-2016 | Sex Bomb                                                                | Sex&drugs&rock&roll                    | Vocalista                          |
| 2015-2016 | Complicated                                                             | Sex&drugs&rock&roll                    | Vocalista                          |
| 2015-2016 | What's My Name" (EDM Remix)                                             | Sex&drugs&rock&roll                    | Vocalista                          |
| 2015-2016 | Ain't no valentine                                                      | Sex&drugs&rock&roll                    | Vocalista                          |
| 2015-2016 | Just Let Me Go                                                          | Sex&drugs&rock&roll                    | Vocalista                          |
| 2015-2016 | Songs from the FX Original Comedy Series                                | Sex&drugs&rock&roll                    | Vocalista                          |
| 2015-2016 | Raise a hand                                                            | Sex&drugs&rock&roll                    | Vocalista                          |
| 2015-2016 | So many miles                                                           | Sex&drugs&rock&roll                    | Vocalista                          |
| 2016      | Already in Love                                                         | Sex&drugs&rock&roll                    | Vocalista                          |
| 2016      | Don't Break Me Too                                                      | Sex&drugs&rock&roll                    | Vocalista                          |
| 2016      | What are you doing new years eve                                        | Ela mesma                              | Vocalista                          |
| 2016      | Trolls                                                                  | Trolls                                 | Vocalista                          |
| 2017      | In full swing                                                           | Seth MacFarlane                        | Vocalista                          |
| 2017      | Bang Bang                                                               | Ela mesma                              | Vocalista                          |
| 2017      | It can t be true                                                        | Caitlin Gann · 13                      | Vocalista                          |
| 2018      | Award Nominees                                                          | Seth MacFarlane                        | Dueto                              |
| 2018      | Sings                                                                   | Dynasty                                | Vocalista                          |
| 2018      | My Buick, My Love and I                                                 | Seth MacFarlane                        | Dueto                              |
| 2019      | Musical                                                                 | Dynasty                                | Dueto                              |
| 2019      | Show                                                                    | Ariana grande                          | Dueto                              |
| 2020      | You Can’t Hurry Love                                                    | Dynasty                                | Musical                            |
| 2020      | Ain’t We Got Fun?                                                       | Songs from Home (with Seth MacFarlane) | Dueto                              |
| 2020      | It’s a Good Day                                                         | Songs from Home (with Seth MacFarlane) | Dueto                              |
| 2020      | Calcutta                                                                | Songs from Home (with Seth MacFarlane) | Dueto                              |
| 2020      | Drinking Again                                                          | Songs from Home (with Seth MacFarlane) | Dueto                              |
| 2020      | Come To The Mardi Gras                                                  | Songs from Home (with Seth MacFarlane) | Dueto                              |
| 2020      | Better Than A Dream                                                     | Songs from Home (with Seth MacFarlane) | Dueto                              |
| 2020      | Coyote(cover)                                                           | Joni Mitchell                          | Vocalista                          |
| 2020      | Wicked Little Town(Cover)                                               | Ela mesma                              | Vocalista                          |
| 2020      | Woman of Heart and Mind(Cover)                                          | Ela mesma                              | Vocalista                          |
| 2020      | It Doesn’t Cost a Dime to Dream                                         | Seth MacFarlane                        | Dueto                              |
| 2020      | That Holiday Feeling                                                    | Seth MacFarlane                        | Dueto                              |
| 2020      | Happy Holiday                                                           | Seth MacFarlane                        | Dueto                              |
| 2021      | Cozy                                                                    | Seth MacFarlane                        | Dueto                              |
| 2021      | Peachtree Street                                                        | Seth MacFarlane                        | Dueto                              |
| 2021      | More Than Me                                                            | Ela mesma                              | Vocalista                          |
| 2021      | Drops Of Jupiter                                                        | Dynasty                                | Vocalista                          |

## Outras Aparições
| Ano  | Canção                                                      | Album                     | Notas                              |
| ---- | ----------------------------------------------------------- | ------------------------- | ---------------------------------- |
| 2011 | "Give It Up" (com Ariana Grande)                            | Victorious                | Vocalista                          |
| 2011 | "I Want You Back" (com Victorious cast)                     | Victorious                | Backing vocals / vocais adicionais |
| 2011 | "All I Want Is Everything" (com Victorious cast)            | Victorious                | Backing vocals                     |
| 2011 | "Leave It All To Shine" (com Victorious cast e iCarly cast) | Victorious                | Backing vocals / vocais adicionais |
| 2011 | "It's Not Christmas Without You" (com Victorious cast)      | —                         | Backing vocals / vocais adicionais |
| 2012 | "We Are Believix"                                           | Winx Club: Deluxe Version | Vocalista                          |
| 2012 | "Don't You (Forget About Me)" (com Victorious cast)         | Victorious 2.0            | Backing vocals                     |
| 2012 | "Take a Hint" (com Victoria Justice)                        | Victorious 2.0            | Vocalista                          |
| 2012 | "Shut Up 'N Dance" (com Victorious cast)                    | Victorious 2.0            | Backing vocals / vocais adicionais |
| 2012 | "Five Fingaz to the Face" (com Victorious cast)             | Victorious 2.0            | Additional vocals                  |
| 2012 | "You Don't Know Me"                                         | Victorious 3.0            | Vocalista                          |

## Outras Canções
| Título                   | Ano  | Outros artista(s) | Album |
| ------------------------ | ---- | ----------------- | ----- |
| "Somewhere Only We Know" | 2012 | Max Schneider     | —     |
| "Beneath Your Beautiful" | 2013 | Max Schneider     | —     |

## Videos Musicais

### Vídeos Clipes
| Anp  | Artista principal /is         | Música                             | Notas     |
| ---- | ----------------------------- | ---------------------------------- | --------- |
| 2010 | Victorious                    | Abertura                           |           |
| 2011 | Victoria Justice              | "Beggin' on Your Knees"            |           |
| 2011 | Victoria Justice              | "All I Want Is Everything"         |           |
| 2011 | Mikey Deleasa                 | "Time in the Day"                  |           |
| 2011 | Ariana Grande                 | Chestnuts                          | Dueto     |
| 2011 | Victoria Justice and herself  | Take a Hint (com Victoria Justice) | Dueto     |
| 2012 | Keane                         | "Somewhere Only We now"            | Vocalista |
| 2012 | Big Time Rush                 | "Time of Our Life"                 |           |
| 2012 | Elizabeth Gillies             | "We Are Believix"                  | Vocalista |
| 2012 | Elizabeth Gillies             | "You Don't Know Me"                | Vocalista |
| 2012 | Elizabeth Gillies             | "Father And Son"                   | Vocalista |
| 2012 | Elizabeth Gillies             | "Fast Car"                         | Vocalista |
| 2013 | Victoria Justice              | "Freak the Freak Out"              |           |
| 2013 | Victoria Justice              | "Make It in America"               |           |
| 2013 | Ariana Grande                 | "Right There (feat. Big Sean)      |           |
| 2013 | Max Schneider                 | Somewhere Only We Know             |           |
| 2013 | Max Schneider                 | "Beneath You Beutiful"             | Vocalista |
| 2017 | Elizabeth Gillies             | Bang Bang                          | Vocalista |
| 2018 | Ariana Grande                 | Thank U, Next                      |           |
| 2020 | Ariana Grande & Justin Bieber | Stuck with U                       |           |

## DVDs com outras séries
| Título             | Data de Lançamento             | Episódio | Nota |
| ------------------ | ------------------------------ | -------- | --- |
| iCarly: iSpace Out | Região 1: 31 de Agosto de 2010 | "Pilot"  | O episódio "Pilot" foi adicionado a este DVD como material bônus, portanto, não pode ser considerado um episódio oficial do DVD. |

## DVDs
| Título do DVD                       | Lançamento            | Discos | Episódios | Extras |
| ----------------------------------- | --------------------- | ------ | --------- | --- |
| Victorious: Season 1, Vol. 1        | 5 de julho de 2011    | 2      | 1–10      | Video das músicas "Freak the Freak Out" e "Beggin' On Your Knees" e por trás das cameras com o elenco.         |
| Victorious: Season 1, Vol. 2        | 1 de novembro de 2011 | 2      | 11-20     | O crossover de iCarly e Victorious: "iParty With Victorious".                                                  |
| Victorious: The complete 2nd season | 15 de maio de 2012    | 2      | 21-32     | Por trás das cameras de "Locked Up" e "Seven Secrets of Victoria Justice" (Sete Segredos de Victoria Justice). |
| Victorious: Season 3, Vol. 1        | 7 de novembro de 2013 | 2      | 33-46     | Video da música "Make It In America".                                                                          |

## CDs
| Ano  | Título do CD                               |
| ---- | ------------------------------------------ |
| 2012 | Merry Nickmas                              |
| 2014 | Ariana Grande ‎– Christmas Kisses           |
| 2016 | Najlepsze Hity Dla Ciebie: Christmas Vol.2 |

## Disco de vinil
| Ano  | Título do Vinil     |
| ---- | ------------------- |
| 2018 | WinyLove: Christmas |